# コマーシャル・アドバタイザー
『コマーシャル・アドバタイザー』(Commercial Advertiser) 、ないし、『ニューヨーク・コマーシャル・アドバタイザー』(New-York Commercial Advertiser) は、アメリカ合衆国の夕刊紙。もともとは『アメリカン・ミネルバ』(American Minerva) として1793年に創刊された新聞であるが、いろいろな名称変更を経ながら1797年から1904年まで存続した。

## 歴史
この新聞の起源は、1793年にノア・ウェブスターが創刊した『アメリカン・ミネルバ』であった。その創刊号は1793年12月9日に刊行されている。創刊後間もない時期に数回の名称変更を重ねた後、1797年9月からは、『コマーシャル・アドバタイザー』という名称が定着した。この新聞へのウェブスターの関与は1803年まで続いたが、その後はザハリアー・ルイス (Zachariah Lewis) が代わって編集人となった。ウェブスターからルイスの時代を通して、この新聞は一般的に連邦主義を支持する論調をとった。
ルイスは、1820年に引退し、この新聞はウィリアム・リート・ストーン・シニアとフランシス・ホール (Francis Hall) に経営が引き継がれた。1831年、ストーンは、いろいろな問題で紛争を抱えていた相手だったライバル紙『ニューヨーク・イブニング・ポスト』の編集人ウィリアム・カレン・ブライアントに、直接暴行された。ストーンは、死去した1844年まで、この新聞に留まった.。1840年、ストーンは、作家ジェイムズ・フェニモア・クーパーから文書誹毀で訴えられたひとりとなった。
その後、ストーンの持分はジョン・B・ホール (John B. Hall) が買い取った。フランシス・ホールは1844年から、引退した1863年まで編集人を務め、続いてウィリアム・L・ハールバット (William L. Hurlbut) が1863年から1867年まで編集人であった。その後、サーロウ・ウィードが短期間編集人となった後、ヒュー・ヘイスティングス (Hugh Hastings) が1868年にこれを引き継いだ。1886年、パーク・ゴッドウィンが、ヘイスティングス家からこの新聞を買収した。
1891年には、かつて『ニューヨーク・ワールド』 (New York World) 紙の編集人だったジョン・A・コカリル (John A. Cockerill) がこの新聞を引き継ぎ、3年間この体制が続いた  H.J. Wright took over as editor in 1897, replacing Foster Coates.。
この新聞は、ニューヨーク市外の購読者を獲得することを狙った『ニューヨーク・スペクテイター』 (New-York Spectator) と題された準週刊紙も、長く発行していた。

## 『ザ・グローブ』への改称
1904年2月1日、『コマーシャル・アドバタイザー』は刷新されて、『ザ・グローブ・アンド・コマーシャル・アドバタイザー』(The Globe and Commercial Advertiser) と改称し、以降は一般的に『ザ・ニューヨーク・グローブ』(The New York Globe) として知られるようになった。1923年には、多くの新聞を所有し、連合させていたフランク・マンシーが『グローブ』紙を買収した。マンシーは、『グローブ』紙を『ニューヨーク・サン』紙と合併させ、これによって当時『タイム』誌が「合衆国最古の日刊新聞」としていたこの新聞は、終焉を迎えた。

## 紙名の変遷
- アメリカン・ミネルバ、パトロネス・オブ・ピース、コマース・アンド・リベラル・アーツ - American Minerva, Patroness of Peace, Commerce and the Liberal Arts（「アメリカのミネルバ、平和、商業、リベラル・アーツの守護女神」の意）
- 1794年3月：アメリカン・ミネルバ・アンド・ザ・ニューヨーク・（イブニング・）アドバタイザー - American Minerva and the New-York (Evening) Advertiser
- 1795年5月：アメリカン・ミネルバ：アン・イブニング・アドバタイザー - American Minerva: An Evening Advertiser
- 1796年4月：ミネルバ&マーカンタイル・イブニング・アドバタイザー - Minerva & Mercantile Evening Advertiser
- 1797年9月：コマーシャル・アドバタイザー - Commercial Advertiser[3]
- 1804年1月：ニューヨーク・コマーシャル・アドバタイザー - New-York Commercial Advertiser
- 1809年10月：コマーシャル・アドバタイザー - Commercial Advertiser
- 1831年1月：ニューヨーク・コマーシャル・アドバタイザー - New-York Commercial Advertiser[23]
- 1889年9月：コマーシャル・アドバタイザー - The Commercial Advertiser
- 1892年12月：ニューヨーク・コマーシャル・アドバタイザー - New York Commercial Advertiser
- 1895年12月：ザ・コマーシャル・アドバタイザー - The Commercial Advertiser
- 1904年2月：ザ・グローブ・アンド・コマーシャル・アドバタイザー - The Globe and Commercial Adverstiser